# Buglossoporus magnus
Buglossoporus magnus är en svampart som beskrevs av Corner 1984. Buglossoporus magnus ingår i släktet Buglossoporus och familjen Fomitopsidaceae.   Inga underarter finns listade i Catalogue of Life.